# 웅포중학교
웅포중학교(熊浦中學校)는 대한민국 전북특별자치도 익산시 웅포면 고창리에 있는 공립 중학교이다.

## 학교 연혁
- 1978년 12월 31일 : 웅포중학교 설립인가 (9학급)
- 1979년 3월 7일 : 개교 (1학년 3학급)
- 2022년 9월 1일 : 제17대 정영수 교장 취임
- 2024년 2월 7일 : 제43회 7명 졸업 (총 1,882명)
- 2024년 3월 4일 : 2024학년도 신입생 10명 입학 (총 15명 재학)

## 참고 자료
- 웅포중학교 - 한국교육학술정보원 학교알리미